# Beatrice Campbell
Beatrice Campbell, de son vrai nom Beatrice Josephine Campbell, est une actrice britannique née le 31 juillet 1922 dans le Comté de Down (Irlande du Nord) et morte le 10 mai 1979 à Londres (Angleterre).

## Biographie
Beatrice Campbell fait carrière au théâtre avant de se lancer dans le cinéma au milieu des années 1940. Elle fut remarquée notamment pour ses rôles dans L'Homme à la cicatrice (Silent Dust) (1949) et surtout dans Vacances sur ordonnance (1950) où elle tient le premier rôle féminin auprès d'Alec Guinness.
Elle se marie une première fois avec Michael Robert MacClancy, un pilote de la Royal Air Force qui meurt en avril 1942, et une seconde fois avec l'acteur Nigel Patrick.

## Filmographie

### Télévision
- 1957 : Ordeal by Fire de Rudolph Cartier : Martine

### Cinéma
- 1946 : Recherché pour meurtre (Wanted for Murder) de Lawrence Huntington
- 1946 : La Dame en bleu de Paul L. Stein
- 1947 : The Hangman Waits de A. Barr-Smith : l'ouvreuse
- 1947 : Meet Me at Dawn (en) de Thornton Freeland : Margot
- 1948 : My Brother Jonathan (en) de Harold French : Edie Martyn
- 1948 : Things Happen at Night (en) de Francis Searle : Joyce Prescott
- 1949 : Now Barabbas (en) de Gordon Parry : Kitty
- 1949 : L'Homme à la cicatrice (Silent Dust) de Lance Comfort : Joan Rawley
- 1950 : Vacances sur ordonnance (Last Holiday) de Henry Cass : Sheila Rockingham
- 1950 : Jennifer (No Place for Jennifer) de Henry Cass : Paula
- 1950 : Le Moineau de la Tamise (The Mudlark) de Jean Negulesco : Lady Emily Prior
- 1951 : Rires au paradis (Laughter in Paradise) de Mario Zampi : Lucille Grayson
- 1951 : The House in the Square de Roy Ward Baker : Kate Pettigrew
- 1953 : Grand National Night (en) de Bob McNaught : Joyce Penrose
- 1953 : Le Vagabond des mers (The Master of Ballantrae) de William Keighley : Lady Alison
- 1954 : The Cockleshell Heroes de José Ferrer : Mrs. Ruddock